# Нашвил Предатърс
Нашвил Предатърс е отбор от НХЛ основан в Нашвил, Тенеси, САЩ. Състезава се в западната конференция, централна дивизия.

## Факти
Основан: 1998
Цветове: синьо, сребристо и златно
Арена: Бриджстоун Арена
Талисман: Неш – съблезъба котка
Носители на купа Стенли: 0 пъти
Основни „врагове“: Детройт Ред Уингс, Чикаго Блекхоукс, Колумбус Блу Джакетс, Сейнт Луис Блус и Калгари Флеймс.